# Michel Moulin (comédien)
Pour les articles homonymes, voir Michel Moulin et Moulin (homonymie).
Michel Moulin est un comédien, metteur en scène et auteur de théâtre suisse romand. 

## Biographie
Né en 1949, Michel Moulin est un  comédien professionnel diplômé du Conservatoire de Lausanne. Il a participé à plus de quatre-vingt spectacles comme comédien, metteur en scène ou auteur – parfois en cumulant l’une ou l’autre de ces fonctions. Il a également joué dans une quinzaine de films et de téléfilms. 
Il a écrit plus de vingt textes dramatiques qui ont pratiquement tous été créés et joués en Suisse romande.
Michel Moulin, reçoit en 2005, le Prix de la Société suisse des auteurs (SSA) pour son texte dramatique Pavot.  

## Textes pour le théâtre
- Le Consul – Inédite
- La dame au petit chien – Adaptation d'après Tchekhov – Création en 2017
- Madame de Yalta – Création en 2017
- Je suis Domino – Création en 2014
- Le cabinet du Professeur Ambrosius – Création en 2014
- L'Imprésario – Création en 2014
- L'étrange nuit de Lady Hyde – Création en 2011
- Lady Ophelia – Création en 2010
- So long, Man – Création en 2010
- L'extraordinaire odyssée de la Grande-Duchesse – Création en 2009
- 240 – Création en 2009
- L'Ordalie – 2006 – Création en 2019
- Nuit de fête chez les squelettes – Création en 2006
- Pavot – 2005 – Inédite – Prix de la Société suisse des auteurs[1]
- Faust, une nuit, à l'opéra – Création en 2004
- La nuit de l'Abbaye – Création en 2003
- Fils de lune – Création en 2001
- La lune de la Saint-Jean – Création en 2000
- Palace Hôtel Tassili Sud  – 1998 – Inédite
- Morgane Night – Création en 1997
- L’Homme à l’Oreille cassée – Création en 1995
- Nuit de lune pour Marie désir – Création en 1988
- Faust Saga – Création en 1981

## Sources
- « Michel Moulin (comédien) », sur la base de données des personnalités vaudoises sur la plateforme « Patrinum » de la Bibliothèque cantonale et universitaire de Lausanne.
- 24 Heures, 2005/09/16, p. 11